# UNG
UNG (англ. Uracil DNA glycosylase) – білок, який кодується однойменним геном, розташованим у людей на короткому плечі 12-ї хромосоми. Довжина поліпептидного ланцюга білка становить 313 амінокислот, а молекулярна маса — 34 645.
| 10         |  | 20         |  | 30         |  | 40         |  | 50         |
| ---------- |  | ---------- |  | ---------- |  | ---------- |  | ---------- |
| MIGQKTLYSF |  | FSPSPARKRH |  | APSPEPAVQG |  | TGVAGVPEES |  | GDAAAIPAKK |
| APAGQEEPGT |  | PPSSPLSAEQ |  | LDRIQRNKAA |  | ALLRLAARNV |  | PVGFGESWKK |
| HLSGEFGKPY |  | FIKLMGFVAE |  | ERKHYTVYPP |  | PHQVFTWTQM |  | CDIKDVKVVI |
| LGQDPYHGPN |  | QAHGLCFSVQ |  | RPVPPPPSLE |  | NIYKELSTDI |  | EDFVHPGHGD |
| LSGWAKQGVL |  | LLNAVLTVRA |  | HQANSHKERG |  | WEQFTDAVVS |  | WLNQNSNGLV |
| FLLWGSYAQK |  | KGSAIDRKRH |  | HVLQTAHPSP |  | LSVYRGFFGC |  | RHFSKTNELL |
| QKSGKKPIDW |  | KEL        |  |            |  |            |  |            |

A: Аланін

C: Цистеїн

D: Аспарагінова кислота

E: Глутамінова кислота

F: Фенілаланін

G: Гліцин

H: Гістидин

I: Ізолейцин

K: Лізин

L: Лейцин

M: Метіонін

N: Аспарагін

P: Пролін

Q: Глутамін

R: Аргінін

S: Серин

T: Треонін

V: Валін

W: Триптофан

Кодований геном білок за функціями належить до гідролаз, фосфопротеїнів. 
Задіяний у таких біологічних процесах, як взаємодія хазяїн-вірус, пошкодження ДНК, репарація ДНК, ацетилювання, альтернативний сплайсинг. 
Локалізований у ядрі, мітохондрії.